# Diez pulgadas

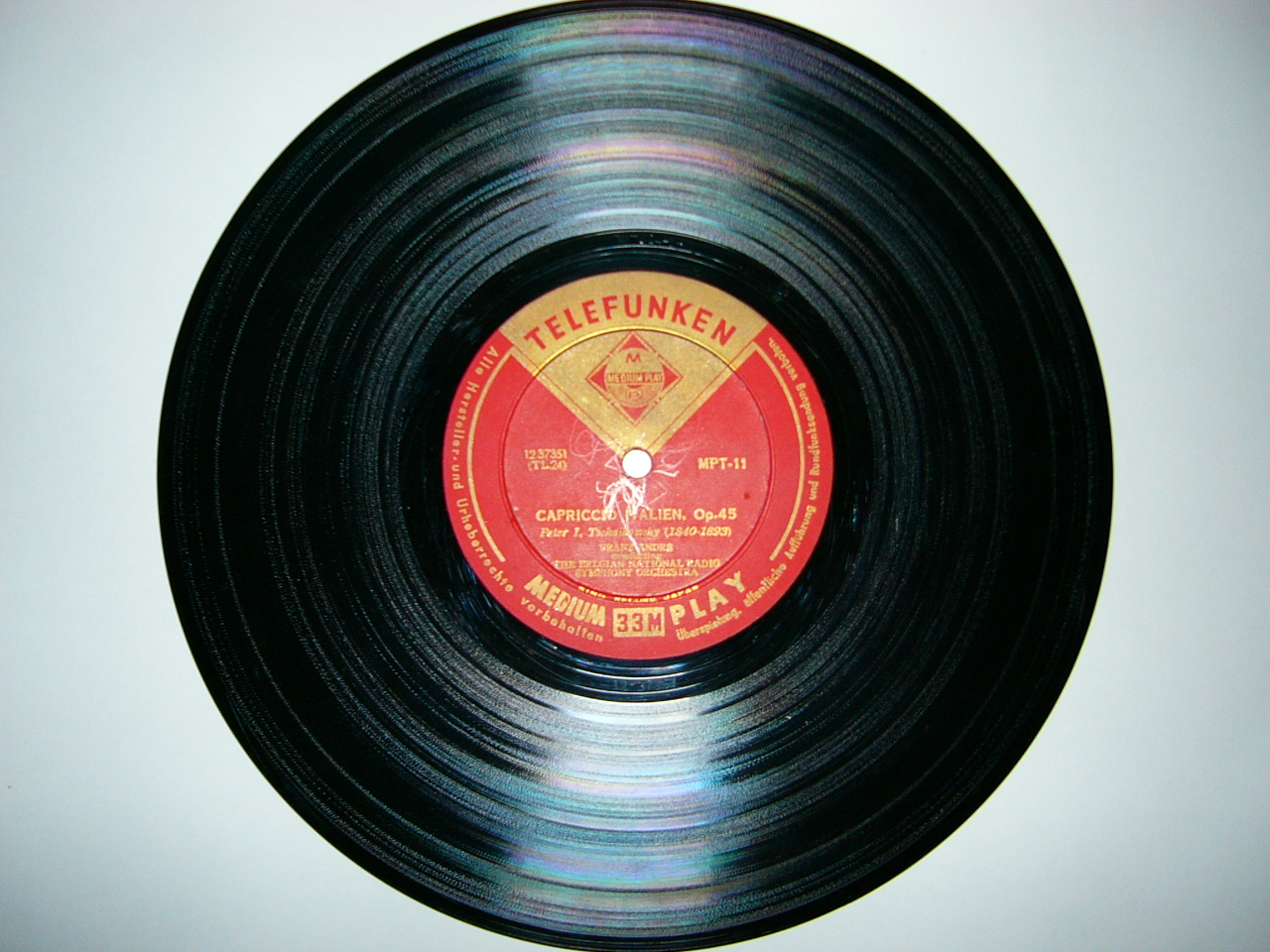
Disco de vinilo de diez pulgadas.

Diez pulgadas (10") es un término con el que popularmente se refiere al tamaño de los discos de gramófono o vinilo de 25 centímetros, o en medida anglosajona, 10 pulgadas. Fue el tamaño más popular de los discos en la era del gramófono, entre 1890 y 1959, y podían almacenar aproximadamente tres minutos de audio a 78 RPM. Posteriormente fueron utilizados también para discos LP de vinilo grabados a 33 RPM, con una capacidad un poco inferior al tamaño habitual utilizado actualmente en los LP de doce pulgadas.